# Bi Zhong
Zheng Chen (né le 1er septembre 1968) est un athlète chinois, spécialiste du lancer du marteau.

## Biographie
Il remporte quatre médailles d'or lors des championnats d'Asie d'athlétisme, et deux lors des Jeux asiatiques.
Il se classe quatrième de la coupe du monde des nations 1989 et 1992 et atteint la finale des championnats du monde 1991 et des Jeux olympiques de 1992.
Il détient le record de Chine du lancer du marteau avec 77,04 m, établi le 4 août 1989 à Jiangxi.

### Palmarès
| Date | Compétition                | Lieu         | Résultat | Épreuve           | Performance |
| ---- | -------------------------- | ------------ | -------- | ----------------- | ----------- |
| 1989 | Championnats d'Asie        | New Delhi    | 1er      | Lancer du marteau | 68,94 m     |
| 1989 | Coupe du monde des nations | Barcelone    | 4e       | Lancer du marteau | 70,50 m     |
| 1990 | Jeux asiatiques            | Pékin        | 1er      | Lancer du marteau | 71,30 m     |
| 1991 | Championnats d'Asie        | Kuala Lumpur | 1er      | Lancer du marteau | 69,90 m     |
| 1991 | Championnats du monde      | Tokyo        | 11e      | Lancer du marteau | 69,50 m     |
| 1992 | Coupe du monde des nations | La Havane    | 4e       | Lancer du marteau | 75,30 m     |
| 1992 | Jeux olympiques            | Barcelone    | 12e      | Lancer du marteau | 74,30 m     |
| 1993 | Championnats d'Asie        | Manille      | 1er      | Lancer du marteau | 70,54 m     |
| 1993 | Jeux de l'Asie de l'Est    | Shanghai     | 1er      | Lancer du marteau | 74,60 m     |
| 1994 | Jeux asiatiques            | Hiroshima    | 1er      | Lancer du marteau | 71,30 m     |
| 1995 | Championnats d'Asie        | Djakarta     | 1er      | Lancer du marteau | 70,30 m     |
| 1997 | Jeux de l'Asie de l'Est    | Busan        | 3e       | Lancer du marteau | 68,68 m     |

### Records
| Épreuve           | Performance | Lieu    | Date        |
| ----------------- | ----------- | ------- | ----------- |
| Lancer du marteau | 77,04 m     | Jiangxi | 4 août 1989 |